# Исаия Печерский
Иса́ия Пече́рский ( род. XI в. — почил 1115 г.) — монах Киево-Печерского монастыря. Почитается в лике преподобных, память совершается 15/28 мая, 28 сентября/11 октября и на второй неделе Великого поста.

## Биография
Преподобный Исаия подвизался в конце XI в. — начале ХII в. в Киево-Печерской Лавре. Свидетельств о жизни преподобного сохранилось немного. Житие его в Патерике Печерском отсутствует. По свидетельству архиепископа Филарета (Гумилевского) основным подвигом жизни преподобного Исаии, которым он угодил Господу, было безмолвие и неутомимый труд, продолжавшийся и в старости, за что он именуется «преподобным старцем трудолюбивым».
В общей службе преподобным святым Киево-Печерским Исаия прославляется как «горлица пустыннолюбная». В тропарях и кондаках всем преподобным Печерским, святой указан, как подвижник просветивший свою душу постом и непрестанными молитвами. За многие свои труды и подвиги, преподобный Исаия Печерский получил от Бога дар чудотворения и победы над нечистой силой.
Ему вместе с прпп. Онуфрием и Сильвестром Печерскими приписывается дар отражать все бесовские нападения: «Онуфрий молчания любитель, Исаия горлица пустыннолюбная, с Сильвестром блаженным, триплетенная вервь на бесы, от нихже нанесенные страстные прилоги до конца удавивше, имут дарования и иным пособствовати, тем все их величают» (песнь 9, ст. 5).
Кончину преподобного Исаии относят к 15 мая 1115 года. Мощи преподобного почивают в Ближних пещерах Киево-Печерской Лавры, в подземной «Трапезной», рядом с мощами преподобного Сильвестра.
Празднование преподобному Исаии совершается 15/28 мая, 28 сентября/11 октября и на второй неделе Великого поста.

## Иконография
Иконописный подлинник (конец XVIII века) указывает изображать прп. Исаию следующим образом: «Надсед, брада кругла, доле Николиной на главе клабук черен, риза преподобническая, испод вохра».